# Acsmithia vitiensis
Acsmithia vitiensis là một loài thực vật có hoa trong họ Cunoniaceae. Loài này được (A.Gray) Hoogland mô tả khoa học đầu tiên năm 1979.